# Quận Williamsburg, South Carolina
Quận Williamsburg là một quận trong bang Nam Carolina. Theo kết quả điều tra dân số năm 2000 của Cục điều tra dân số Hoa Kỳ, quận này có dân số 37.217 người, năm 2005, ước tính dân số quận là 35.395 người, Quận lỵ đóng ở Kingstree.6

## Địa lý
Theo Cục điều tra dân số Hoa Kỳ, quận có tổng diện tích 937 square miles (2.427 km²), trong đó, 934 dặm Anh vuông (2.419 km²) là diện tích đất và 3 dặm Anh vuông (8 km²) trong tổng diện tích (0,32%) là diện tích mặt nước.

### Các quận giáp ranh
- Quận Florence, Nam Carolina - Bắc
- Quận Marion, Nam Carolina - Đông bắc
- Quận Georgetown, Nam Carolina - Đông nam
- Quận Berkeley, Nam Carolina - Tây nam
- Quận Clarendon, Nam Carolina - Tây

## Thông tin nhân khẩu
Theo cuộc điều tra dân số2 tiến hành năm 2000, quận này có dân số 37.217 người, 13.714 hộ, và 10.052 gia đình sinh sống trong quận này. Mật độ dân số là 40 người trên mỗi dặm Anh vuông (15/km²). Đã có 15.552 đơn vị nhà ở với một mật độ bình quân là 17 trên mỗi dặm Anh vuông (6/km²). Cơ cấu chủng tộc của dân cư sinh sống tại quận này gồm 32,74% người da trắng, 66,26% người da đen hoặc người Mỹ gốc Phi, 0,16% người thổ dân châu Mỹ, 0,20% người gốc châu Á, 0,16% từ các chủng tộc khác, và 0,48% từ hai hay nhiều chủng tộc. 0,73% dân số là người Hispanic hoặc người Latin thuộc bất cứ chủng tộc nào.
Có 13,714 hộ trong đó có 34,50% có con cái dưới tuổi 18 sống chung với họ, 46,30% là những cặp kết hôn sinh sống với nhau, 22,40% có một chủ hộ là nữ không có chồng sống cùng, và 26,70% là không gia đình. 24,90% trong tất cả các hộ gồm các cá nhân và 10,40% có người sinh sống một mình và có độ tuổi 65 tuổi hay già hơn. Quy mô trung bình của hộ là 2,69 còn quy mô trung bình của gia đình là 3,22,
Cơ cấu độ tuổi dân cư quận này như sau 28,60% dưới độ tuổi 18, 9,00% từ 18 đến 24, 25,70% từ 25 đến 44, 23,60% từ 45 đến 64, và 13,00% người có độ tuổi 65 tuổi hay già hơn. Độ tuổi trung bình là 36 tuổi. Cứ mỗi 100 nữ giới thì có 87,90 nam giới. Cứ mỗi 100 nữ giới có độ tuổi 18 và lớn hơn thì, có 81,50 nam giới.
Thu nhập bình quân của một hộ ở quận này là $24.214, và thu nhập bình quân của một gia đình ở quận này là $30.379, Nam giới có thu nhập bình quân $26.680 so với mức thu nhập $18.202 đối với nữ giới. Thu nhập bình quân đầu người của quận là $12.794, Khoảng 23,70% gia đình và 27,90% dân số sống dưới ngưỡng nghèo, bao gồm 36,10% những người có độ tuổi 18 và 25,90% là những người 65 tuổi hoặc già hơn.

## Thị xã
- Andrews
- Greeleyville
- Hemingway
- Kingstree
- Lane
- Stuckey